# FC Netegalm
FC Netegalm was een Belgische voetbalclub uit Geel. De club was aangesloten bij de KBVB met stamnummer 6892 en had geel en zwart als kleuren. De club speelde in de provinciale reeksen.

## Geschiedenis
FC Netegalm sloot zich in 1966 aan bij de Belgische Voetbalbond en ging er van start in de laagste provinciale reeks, toen Derde Provinciale. De club bleef lang in de laagste provinciale reeksen spelen, al klom het ooit op tot in Tweede Provinciale. In de tweede helft van de jaren 90 viel de club weer terug. In 1996 zakte men van Tweede naar Derde Provinciale en in 1998 naar Vierde Provinciale.
Men speelde de volgende jaren nog in Derde en Vierde Provinciale, maar bij gebrek aan opvolging binnen het bestuur besloot toenmalig voorzitter Frans Teunckens dat FC Netegalm aan het einde van het seizoen 2012/13 zou ophouden te bestaan.